# Batalha de Chickasaw Bayou
A Batalha de Chickasaw Bayou (27 a 28 de Dezembro de 1862), foi o conflito inicial da Campanha de Vicksburg, durante a Guerra Civíl dos EUA. As tropas confederadas sob Ten. Gen. John C. Pemberton repeliram com facilidade os ataques das tropas federais sob Maj. Gal. William Tecumseh Sherman.
Em Novembro de 1862, Sherman recebeu de Ulysses S. Grant, então comandante do Teatro de Operações Oeste, a ordem de levantar marcha com as tropas estacionadas em Memphis e Helena para operações contra Vicksburg. Nessa empreitada contaria com o suporte da flotilha fluvial do Almirante David Dixon Porter. Vicksburg era um alvo de suma importância estratégica, pois constituía o último bastião confederado no rio Mississippi. A sua tomada pela União significaria a divisão da confederação em dois, alijando os exércitos rebeldes no leste de uma importante área de recrutamento e de produção agrícola fundamental para o esforço de guerra.
Ao receber a notícia de que em breve seria posto sob comando de John McClernand, um político nomeado general cuja competência questionava, Sherman apressou-se lançar a ofensiva enquanto ainda tinha independência. Não houve tempo para preparativos adequados. As operações ocorreram num terreno entrecortado por braços pantanosos do Mississippi. Chuvas torrenciais tornaram a progressão ainda mais difícil. Em 27 e 28 de Dezembro, Sherman tentou dois assaltos contra a formidável posição defensiva dos confederados em Chickasaw Bayou. Foi repelido com facilidade, perdendo quase 1 800 dos seus 32 000 homens. Os 14 000 defensores tiveram apenas 200 baixas.
Em 12 de Janeiro, Sherman, já sob comando de McClernand, tomou as fortificações confederadas em Arkansas Post, numa operação cujo principal intuito parecia ser salvar a honra após a derrota de Chickasaw Bayou.